# Chinantecs
Els chinantecs o txinantecs són un poble indígena de Mèxic que viu a l'estat d'Oaxaca. Ells es diuen a si mateixos tsa ju jmí que vol dir "gent de paraula antiga". No obstant cada poblat utilitza un apel·latiu diferent que comença amb la paraula tsa o dsa que significa "gent".

## Situació geogràfica
Els chinantecs viuen a la porció nord-est de l'estat d'Oaxaca, en una àrea anomenada la "Chinantla", una vall del riu Papaloapan, envoltada per les muntanyes de la Sierra Madre Oriental. Es dediquen a l'agricultura, principalment al cultiu de blat de moro, pebrot, tabac, cafè, i arròs, i venen els seus productes als mercats regionals. També es dediquen a la fabricació artesania, principalment l'elaboració de teixits, incloent-hi l'elaboració de la seva roba acolorida. Les dones teixeixen "huipils", bruses tradicionals, amb símbols que representen llurs costums i llur relació amb la naturalesa. Els chinantecs són catòlics, però, practiquen alguns rituals antics com ara la veneració dels senyors de les muntanyes i del déu i la deessa del blat de moro.

## Llengua
La llengua chinanteca està dividida en diversos dialectes: d'Ojitlán, d'Usila, de Quiotepec, de Yolox, de Sochiapan, de Palantla, de Valle Nacional, de Lelana, de Latani i de Petlapa; tots aquests també reben el nom de "llengües chinanteques". Aquestes llengües són tonals; el to de la paraula canvia el significat. Hi ha tons per als verbs els quals indiquen la persona i el temps o aspecte i s'hi afegeixen prefixos i sufixos a més de canvis en les vocals i consonants per produir les 13 formes de cadascun dels verbs. Atès que la majoria dels arrels són monosil·làbics i rares vegades acaben en consonant, els préstecs del castellà són reduïts a una o dues síl·labes, s'elimina la consonant final, si n'hi ha, i són subjectes als canvis tonals comuns d'aquestes llengües. Les llengües chinanteques es deriven de la família otomang. D'acord amb el cens del 2000 hi ha 133.374 parlants de les llengües chinanteques a Mèxic, dels quals la majoria viuen a l'estat d'Oaxaca.